# アナモレリン
アナモレリン（INN）（開発コード名ONO-7643、RC-1291、ST-1291）は、アナモレリン塩酸塩（USAN、JAN）としても知られ、癌悪液質および食欲不振の治療薬としてスイスの製薬企業HelsinnHealthcare社ならびに小野薬品によって開発されている、食欲増進および同化作用を有するグレリン/成長ホルモン分泌促進物質受容体（GHSR）の非ペプチド系選択的アゴニストである。
アナモレリンは、成長ホルモン（GH）、インスリン様成長因子1（IGF-1）、インスリン様成長因子結合タンパク質3（IGFBP-3）の血中濃度を有意に増加させるが、プロラクチン、コルチゾール、インスリン、グルコース、副腎皮質刺激ホルモン（ACTH）、黄体形成ホルモン（LH）、卵胞刺激ホルモン（FSH）、甲状腺刺激ホルモン（TSH）の血中濃度に影響を与えない。またアナモレリンは食欲、全体の体重、除脂肪体重、および筋力を有意に増加させ、この体重増加は血漿中IGF-1濃度上昇と直接相関する。 
2016年2月の時点で、アナモレリンは非小細胞肺癌に関連する癌性悪液質および食欲不振の治療の第III相臨床試験を完了した。
2017年5月18日、欧州医薬品庁は、非小細胞肺がん患者の食欲不振、悪液質、または意図しない体重減少の治療を目的とした医薬品の販売承認の却下を推奨した。承認申請していたヘルシン社はの欧州医薬品庁に対して再検討を要求した。このため欧州医薬品庁は意見を再検討し、2017年9月14日に販売承認の却下を再確認した。欧州医薬品庁は、研究は除脂肪体重に対するアナモレリンの僅かな効果を示したのみで、握力や患者の生活の質に対する効果は立証されていないと結論付けた。また、治験施設への調査の結果、医薬品の安全性データが適切に記録されていないと判断した。欧州医薬品庁は、アナモレリンの利点がリスクを上回っていないとの意見を公表した。

## 日本での開発状況
日本人の悪液質合併非小細胞肺がん患者に対し、アナモレリンとプラセボを比較した無作為化二重盲検試験ONO-7643-04試験により、除脂肪体重が有意に増加し、食欲不振症状および栄養状態が改善されたことが発表された。消化器癌における悪液質に対するアナモレリンの有効性と安全性を評価する多施設非無作為化オープンラベル試験ONO-7643-05の結果、消化器癌悪液質患者の除脂肪体重、体重が有意に増加し、食欲関連QOLも改善したことが公表された。2018年、がん悪液質による体重減少や食欲不振改善の効能・効果で承認申請を日本にて行った。2021年1月、当局により承認されたことが報道され、4月以降にがん悪液質治療薬「エドルミズ」として日本国内での販売開始が予定されている。